# ヴィエッコスラブ・スクリーニャ
ヴィエッコスラブ・スクリーニャ（ヴィエコスラヴ・シュクリニャル、Vjekoslav Škrinjar、1969年6月2日 - ）は、クロアチア出身の元サッカー選手。現役時代のポジションはミッドフィールダー。

## 来歴
1987年に地元のスラヴォンスキ・ブロドでキャリアをスタートさせ、1989年に名門ディナモ・ザグレブに移籍。クロアチア人サポーターと警官隊との乱闘騒動に発展した1989年5月13日のレッドスター・ベオグラード戦にも居合わせた。サポーターを守るために警官隊に立ち向かったため後に規律委員会にかけられたが、ズヴォニミール・ボバンが出場停止処分を受ける一方、スクリーニャは処分を免れた。キャリアのピークとなった1993年には、ドイツやイタリアのクラブから数多くのオファーを受けたが、左足骨折により8ヶ月の治療を余儀なくされたことで、契約直前だったウディネーゼ移籍の話は流れた。
1995年よりJリーグ・ガンバ大阪に移籍し、2シーズン在籍。彼に移籍を持ちかけたのは元ディナモ・ザグレブ監督で、1996年からガンバ大阪でも監督を務めたヨジップ・クゼだった。1年目は靭帯損傷と鎖骨骨折でシーズンの半分以上を棒に振った。
その後クロアチアのNKザグレブ、セゲスタ・シサクを経て、2000年からはドイツのマインツ05でプレーしていたが、ストレス性の気管支喘息で試合中に3度も失神し、医者にこれ以上のプレーを禁じられたため引退した。
日本滞在中に生活に馴染む手助けをしてくれた宮本恒靖への敬意から、当時生まれた娘は宮本にちなんでミアと名付けられた。

## 所属クラブ
- 1987年 - 1989年  NKマルソニア・スラヴォンスキ・ブロド
- 1989年 - 1994年  ディナモ・ザグレブ
- 1995年 - 1996年  ガンバ大阪
- 1997年 - 1999年  NKザグレブ
- 1999年  HNKセゲスタ・シサック
- 2000年 - 2002年  1.FSVマインツ05

## 個人成績
| 国内大会個人成績 | 国内大会個人成績 | 国内大会個人成績 | 国内大会個人成績 | 国内大会個人成績 | 国内大会個人成績 | 国内大会個人成績 | 国内大会個人成績 | 国内大会個人成績 | 国内大会個人成績 | 国内大会個人成績 | 国内大会個人成績 |
| 年度             | クラブ           | 背番号           | リーグ           | リーグ戦         | リーグ戦         | リーグ杯         | リーグ杯         | オープン杯       | オープン杯       | 期間通算         | 期間通算         |
| 年度             | クラブ           | 背番号           | リーグ           | 出場             | 得点             | 出場             | 得点             | 出場             | 得点             | 出場             | 得点             |
| 日本             | 日本             | 日本             | 日本             | リーグ戦         | リーグ戦         | リーグ杯         | リーグ杯         | 天皇杯           | 天皇杯           | 期間通算         | 期間通算         |
| ---------------- | ---------------- | ---------------- | ---------------- | ---------------- | ---------------- | ---------------- | ---------------- | ---------------- | ---------------- | ---------------- | ---------------- |
| 1995             | G大阪            | -                | J                | 15               | 1                | -                | -                | 4                | 0                | 19               | 1                |
| 1996             | G大阪            | -                | J                | 15               | 2                | 0                | 0                | 11               | 2                | 26               | 4                |
| 通算             | 日本             | 日本             | J                | 30               | 3                | 0                | 0                | 15               | 2                | 45               | 5                |
| 総通算           | 総通算           | 総通算           | 総通算           | 30               | 3                | 0                | 0                | 15               | 2                | 45               | 5                |